# Bent Peters
Bent Jul Peters (* 15. Januar 1940 in Frederiksværk) ist ein ehemaliger dänischer Radrennfahrer und nationaler Meister im Radsport.

## Sportliche Laufbahn
Peters gewann die nationale Meisterschaft im Straßenrennen der Amateure 1961 vor Arne Christensen. In der Saison 1960 wurde er Vize-Meister hinter Ole Pingel. In der Meisterschaft der Nordischen Länder gewann er die Silbermedaille im Mannschaftszeitfahren.
Mit der dänischen Nationalmannschaft bestritt er 1962 das Milk Race und die Internationale Friedensfahrt, die er auf dem 39. Rang der Gesamtwertung beendete.